# Club dramatique
Le Club dramatique, en tchèque : Činoherní klub, est un théâtre de Prague, en Tchéquie.

## Histoire

### Le théâtre

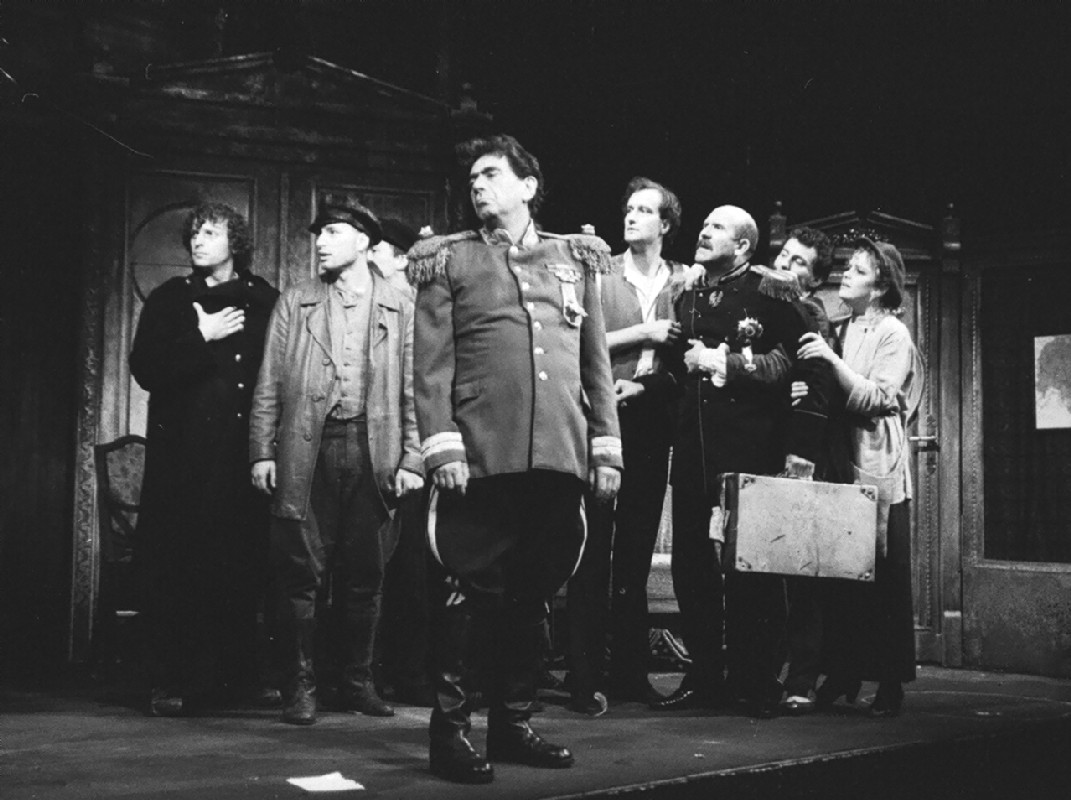
Mumraj, pièce de Leo Birinski jouée en 1991 au Club dramatique.

Le Club dramatique fut fondé par Jaroslav Vostrý (cs) (1931-2025), et Ladislav Smoček (en). Il ouvrit le 3 mars 1965 avec une pièce de Ladislav Smoček, Piknik.
« En 1965, le directeur Miloš Hercík a rendu possible la création de deux théâtres qui voulaient rechercher les nouvelles possibilités théâtrales : au Divadlo za branou (théâtre derrière la Porte), l'auteur Josef Topol, le dramaturge Karel Kraus et le metteur en scène Otomar Krejča se sont consacrés au drame poétique et le Činoherní klub a attiré l’attention sur les acteurs. Tandis qu’au théâtre Na zábradlí (théâtre sur la Balustrade), Václav Havel et Jan Grossman mettaient l’accent sur l´effet du système social sur les gens, au Činoherní klub le directeur artistique et dramaturge Jaroslav Vostrý formulait un programme pour le jeu des acteurs »
Pendant les années 1970 et 1980, il vit passer des acteurs tels que Petr Čepek, Pavel Landovský, Josef Somr (en), Jiří Kodet (en), Jiřina Třebická (en), Libuše Šafránková et Josef Abrhám.
En 1970, le Club dramatique a présenté des pièces au World Theatre Season (en) et à la Biennale de Venise.
Le 19 novembre 1989, deux jours après le début de la Révolution de velours, le Forum civique fut fondé au Club dramatique.
En 2002 et 2008, le Club dramatique reçut le prix Alfréd Radok du meilleur théâtre de l'année.
Aujourd'hui, parmi les acteurs qui y jouent, on peut citer Jaromír Dulava (cs), Ivana Chýlková (cs), Ondřej Vetchý (en) et Petr Nárožný (en).

### Le bâtiment
Le Club dramatique occupe un bâtiment qui fut construit dans au début des années 1930 pour abriter la première association féministe tchèque, le Club des femmes tchèques (parmi ses fondatrices, on trouve Charlotte Garrigue, épouse de Tomáš Masaryk), fondé en 1902. Le Club des femmes tchèques lança une souscription pour financer la construction d'un lieu à la fin des années 1920, qui se matérialisa en 1932. L'architecte fut Milada Petříková-Pavlíková (en) et l'entreprise qui le bâtit était celle de Václav Nekvasil (cs).
L'activité du Club des femmes tchèques cessa en 1949, et la propriété du bâtiment fut transférée au Conseil communiste des femmes puis à l'Union des femmes tchécoslovaques. Le bâtiment fut ensuite nationalisé en 1955 et transféré à la mairie de Prague. Divers troupes l'occupèrent avant que n'y soit fondé le Club dramatique en 1965.

## Source de la traduction
- (en) Cet article est partiellement ou en totalité issu de l’article de Wikipédia en anglais intitulé « The Drama Club (Prague) » (voir la liste des auteurs).